# Принц Алојз од Лихтенштајна
Принц Алојз од Лихтенштајна (нем. Aloys Gonzaga Maria Adolf) је био син принца Алфреда од Лихтенштајна и принцезе Хенријете од Лихтенштајна, ћерке Алојза II од Лихтенштајна. Оженио се 20. априла 1903, у Бечу са надвојвоткињом Елизабетом Амалијом од Аустрије, која му је родила осморо деце а међу њима и кнез Франц Јозеф II. Преминуо је 1955 у Вадуцу.